# Прост (команда Формулы-1)
Прост Гран-при (фр. Prost Grand Prix) — команда Формулы-1, которую возглавлял чемпион мира Ален Прост. Команда выступала с 1997 по 2001 годы включительно.

## Покупка «Лижье»
Впервые о собственной команде Прост задумался ещё в 1989 году, когда собрался уходить из «Макларен». Он вернулся к этой идее в 1997-м, купив у Флавио Бриаторе команду «Лижье» и переименовав её в «Прост Гран-при».
В 1994-м году Флавио Бриаторе старался получить на следующий сезон для своей команды «Бенеттон» двигатели «Рено», которые стояли на болидах «Уильямс». Но переговоры с французами не приносили желаемого результата — «Рено» уже поставляло свои двигатели двум «конюшням», и на третью команду им бы просто не хватило сил. Тогда Бриаторе приобрёл команду «Лижье», после чего «Бенеттон» получил французские моторы.
Теперь в «Лижье» уже не было надобности, и Бриаторе решил продать команду своему соратнику по «Бенеттону» Тому Уокиншоу, который принялся перевозить всё её имущество в Англию, в Лифильд, где находилась штаб-квартира его корпорации TWR. Так как «Лижье» оставалась единственной на тот момент французской командой, в дело вмешались французские политики. Коммерческий босс Формулы-1 Берни Экклстоун, не заинтересованный в конфликте с французскими властями, помог уладить дело и подыскал для Уокиншоу другую команду — «Эрроуз». В итоге Бриаторе остался владельцем французской конюшни, чего совершенно не планировал.
До 1996 года ситуация с «Лижье» оставалась в подвешенном состоянии, но французские политики при негласной поддержке нового президента Жака Ширака решили взяться за дело всерьёз. Но по мере продвижения переговоров становилось ясно, что без коренных перемен не обойтись. Потенциальные спонсоры не желали давать инвестиции под имя «Лижье» из-за связей Ги Лижье с соцпартией и Франсуа Миттераном. Тогда во Франции вспомнили про Алена Проста. Предложение четырёхкратному чемпиону мира поступило непосредственно от его личного друга Жака Ширака, политических симпатий к которому Прост никогда не скрывал. Для начала Прост выторговал для себя несколько условий. Главное из них — полное невмешательство кого бы то ни было не только в процесс приобретения команды, но и в дальнейшее руководство ею. Когда такие условия были приняты, Прост приступил к работе.
Бриаторе, хоть и не желал владеть «Лижье», но нашёл ей новый неплохой мотор «Мюген-Хонда», собрал хороший коллектив, заключил контракт с шинниками из «Бриджстоун». Финиши на подиуме Оливье Паниса в Бразилии и Испании были многообещающими, но француз сильно разбился в Канаде, сломав обе ноги. Так как лидер команды был вынужден пропустить бо́льшую часть сезона, Ален Прост пригласил в команду новичков Ярно Трулли и Синдзи Накано до возвращения Паниса на Гран-при Люксембурга. Хорошее выступление Трулли на Гран-при Австрии, где он лидировал большую часть гонки, и тяжёлый очковый финиш Паниса по его возвращении показали, что Прост не зря взял пару Панис и Трулли на следующий сезон. Чемпион мира 1997 года Жак Вильнёв позднее говорил, что в год своего чемпионства он расценивал Паниса как некоторую угрозу. После столь многообещающего сезона 1997 года дела в следующих сезонах пошли гораздо хуже. Первой серьёзной ошибкой Проста стал разрыв с «Мюген-Хондой». На Гран-при Бельгии 1998 года Ярно Трулли, на два круга отстав от победителя, заработал для команды единственное в том сезоне очко. А выиграли гонку болиды «Джордан», оснащённые мотором «Мюген-Хонда».
В 1996-м заключение трёхлетнего эксклюзивного контракта с Пежо (на сезоны 1998—2000) Ален Прост превозносил как одно из главных своих достижений, руководствуясь принципом, что во французской национальной команде и моторы должны быть французскими. Но единственным ярким результатом команды за эти три года стало второе место Ярно Трулли на Гран-при Европы 1999 года. А сезон 2000 года Прост окончил на самом дне — опытный ветеран Жан Алези и многообещающий новичок действующий чемпион «Формулы-3000» Ник Хайдфельд смогли сражаться только друг с другом. Ноль очков и два столкновения партнёров по команде — таким стал итог команды в том году.
Козырем Prost Grand Prix образца 1997 года был «Бриджстоун». «Бриджстоун» поставлял шины четырём командам, ни одна из них не относилась к Большой Четверке, и основная ставка делалась японцами именно на команду Алена Проста. Но Прост не собирался заключать дальнейший контракт с «Бриджстоуном», и уже в 1998-м всё кардинально поменялось. Увидев потенциал «Бриджстоуна», сразу две топ-команды — «МакЛарен» и «Бенеттон» — заключили контракт с японскими шинниками. Это привело к тому, что в начавшейся «шинной войне» между «Гудъером» и «Бриджстоуном» японцы полностью переориентировались на «Макларен». Даже в «Бенеттоне» жаловались на то, что шинники не уделяют им достаточно внимания. Команда, бывшая для японцев в 1997-м флагманом, на следующий год стала обычным второсортным клиентом.
Не принёс дивидендов и переезд с базы «Лижье» возле трассы Маньи-Кур в пригород Парижа Гийянкур.

## Проблемы

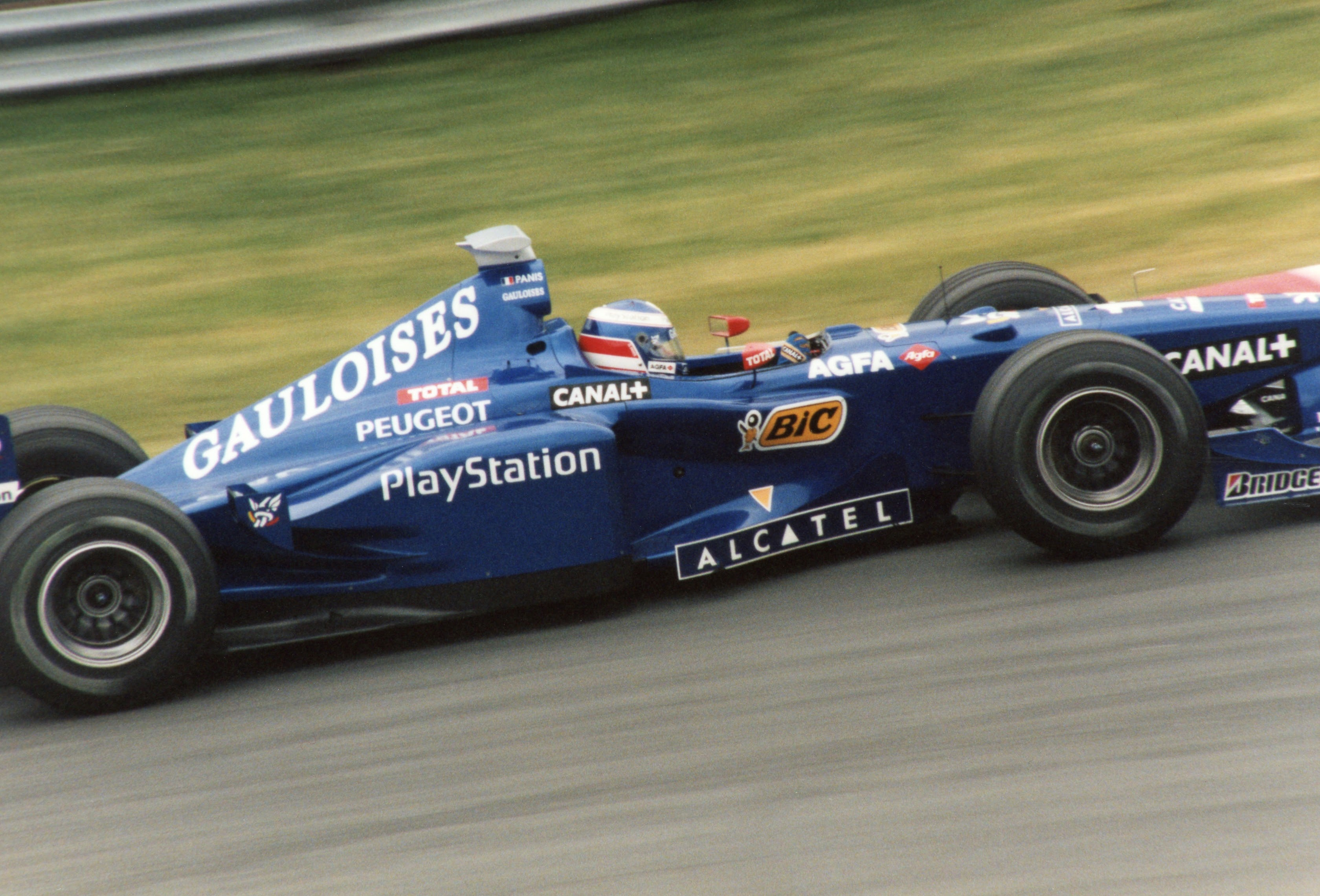
Prost Grand Prix, 1998. Оливье Панис выступает за команду Prost Grand Prix в Монреале в 1998 году

После серьёзных проблем в коробке передач, выявившихся при тестировании, команда не открывала сезон 1998, так как их машина всё ещё должна была пройти краш-тест. Они прошли его к Гран-при Австралии, но сезон был полной неудачей. Только шестое место Трулли в Спа спасло команду от последнего места в чемпионате. 1999 год выглядел лучше — несколько очковых финишей, невероятное второе место, завоёванное Трулли на Нюрбургринге. Иногда автомобиль выглядел вполне конкурентоспособным с хорошими квалификационным показателями. Однако удачные квалификации обычно не приводили к очкам. В Маньи-Куре Панис стартовал с третьего места, но не смог реализовать свой потенциал и финишировал вне очковой зоны. С Трулли был контракт на 2000 год, однако относительные неудачи команды сподвигли его к переходу в «Джордан». Панис был уволен и стал тест-пилотом «МакЛарена».

## 2000 год — бедствие
В 2000 году команда начала своё быстрое падение. В команду был приглашён ветеран гонок Жан Алези, напарник Проста в команде «Феррари» в сезоне 1991 года, когда Прост был гонщиком. В команду также пригласили новобранца — чемпиона «Формулы-3000» Ника Хайдфельда. Однако, несмотря на многообещающую пару гонщиков, команда завершила чемпионат на последнем месте вместе с «Минарди» — обе команды не смогли набрать ни одного очка за весь сезон. Самым курьёзным результатом в сезоне можно считать Гран-при Австрии, когда пилоты врезались друг в друга, выбыв из гонки. Отношения между Простом и «Пежо» ухудшились.

## Борьба за выживание
Последним для Prost Grand Prix стал сезон 2001 года. Команду покинули «Пежо», титульный (ещё с самых времен основания «Лижье») спонсор «Голуаз» и ещё один крупный спонсор Yahoo!. Прост вынужден был продать 40 % акций пилоту Формулы-1 Педро Паулу Диницу, который ради совместного с Простом управления командой даже решил завершить карьеру и целиком сосредоточиться на работе в качестве исполнительного директора команды. На вырученные средства Прост купил чемпионские двигатели «Феррари», надеясь с ними показать достойный результат. Но мотор, на котором Михаэль Шумахер уверенно выиграл чемпионат мира, а молодые пилоты «Заубера» Ник Хайдфельд и Кими Райкконен привели свою команду к высокому четвёртому месту в Кубке Конструкторов, помог Жану Алези набрать лишь четыре очка.
В Бельгии Хайнц-Харальд Френтцен квалифицировался четвёртым, однако заглох на старте установочного круга и финишировал лишь 9-м. Это была первая из трёх остановок в гонке. Третий красный флаг привёл к большому перерыву после сильнейшей аварии в самой быстрой части трассы, в которую попали Бурти и «Ягуар» Эдди Ирвайна. Бурти был увезён с трассы на вертолёте и был взят на медицинское наблюдение. В Монце гонщик «Формулы-3000» Томаш Энге (Tomáš Enge) стал пятым гонщиком команды в 2001 году. В этом году очков команда больше не получала.
Алези покинул команду в середине сезона, заявив, что Прост уже несколько месяцев не выплачивает ему зарплату. По окончании сезона семейство Диниц предложило четырёхкратному чемпиону выкупить 60 % оставшихся у него акций команды в обмен на погашение долгов Prost Grand Prix. Прост отказался. В результате судьба команды оказалась в руках арбитражного суда, который 28 января 2002 года объявил о своем решении инициировать процедуру ликвидации Prost Grand Prix, признав все предложения инвесторов несостоятельными.
Бывший соперник Проста экс-пилот Формулы-1 Герхард Бергер, зарекомендовавший себя отличным администратором сперва в качестве спортивного директора БМВ, а затем как совладелец конюшни Торо Россо, ещё за несколько лет до банкротства Prost Grand Prix так говорил о Просте и его команде.
Если он хочет сделать это, то непременно достигнет успеха. На самом деле помешать ему может только одно. Ален слишком мягкий человек, у него слишком хороший характер, слишком большое и доброе сердце. А работа, которой он занят сейчас, требует жесткости, даже жестокости. Ему нужно быть предельно твердым с людьми, и это сейчас причиняет Алену самые большие неприятности
Вероятно, именно жёсткости, расчётливости и злости не хватило Просту, чтоб стать хорошим руководителем команды. Например, чего стоит одно только его решение подписать с Панисом новый контракт в августе 1998 года, когда он ещё ни разу не сел за руль после аварии и только-только с трудом начал ходить на костылях.

## Полные результаты в «Формуле-1»
| Легенда к таблице |                                                                    |
| --- | ------------------------------------------------------------------ |
| В таблице перечислены результаты всех Гран-при Формулы-1, в которых принимала участие команда. Строками таблицы являются сезоны, столбцами — этапы чемпионата мира. В каждой клетке указаны сокращённое название этапа и результаты гонщиков команды, дополнительно обозначенные цветом. Расшифровка обозначений и цветов представлена в нижеследующей таблице. |                                                                    |
| \| Пример \| Описание \| \| ------------ \| ------------------------------------------------------------------ \| \| 1 \| Победитель \| \| 2 \| Второе место \| \| 3 \| Третье место \| \| 5 \| Финишировал, заработав очки \| \| Сход \| Не финишировал, но при этом заработал очки \| \| 12 \| Финишировал, не получив очков \| \| НКЛ \| Финишировал, но не попал в финальную классификацию \| \| 15 \| Участвовал вне зачёта, либо по отдельной классификации \| \| 18 \| Не финишировал, но попал в финальную классификацию \| \| Сход \| Не финишировал \| \| НКВ \| Не прошёл квалификацию \| \| НПКВ \| Не прошёл предквалификацию \| \| ДСК \| Дисквалифицирован \| \| ИСК \| Исключён из протокола соревнований \| \| ТТ \| Заявлен для участия только в тренировках \| \| НС \| Участвовал в квалификации, но не стартовал в гонке \| \| Т \| Травмирован или болен \| \| ОТК \| Отказ от участия \| \| НТР \| Прибыл на соревнования, но на трассу не выезжал \| \| НПР \| Был заявлен в числе участников, но не прибыл к началу соревнований \| \| О \| Соревнования отменены \| \| \| Не участвовал \| \| Поул-позиция \| \| \| Быстрый круг \| \| |                                                                    |
| Пример | Описание                                                           |
| 1 | Победитель                                                         |
| 2 | Второе место                                                       |
| 3 | Третье место                                                       |
| 5 | Финишировал, заработав очки                                        |
| Сход | Не финишировал, но при этом заработал очки                         |
| 12 | Финишировал, не получив очков                                      |
| НКЛ | Финишировал, но не попал в финальную классификацию                 |
| 15 | Участвовал вне зачёта, либо по отдельной классификации             |
| 18 | Не финишировал, но попал в финальную классификацию                 |
| Сход | Не финишировал                                                     |
| НКВ | Не прошёл квалификацию                                             |
| НПКВ | Не прошёл предквалификацию                                         |
| ДСК | Дисквалифицирован                                                  |
| ИСК | Исключён из протокола соревнований                                 |
| ТТ | Заявлен для участия только в тренировках                           |
| НС | Участвовал в квалификации, но не стартовал в гонке                 |
| Т | Травмирован или болен                                              |
| ОТК | Отказ от участия                                                   |
| НТР | Прибыл на соревнования, но на трассу не выезжал                    |
| НПР | Был заявлен в числе участников, но не прибыл к началу соревнований |
| О | Соревнования отменены                                              |
| | Не участвовал                                                      |
| Поул-позиция |                                                                    |
| Быстрый круг |                                                                    |

| Год  | Шасси      | Двигатель       | Шины | Пилоты                 | 1    | 2    | 3    | 4    | 5    | 6    | 7    | 8    | 9    | 10   | 11   | 12   | 13   | 14   | 15   | 16   | 17   | Очки | Место |
| ---- | ---------- | --------------- | ---- | ---------------------- | ---- | ---- | ---- | ---- | ---- | ---- | ---- | ---- | ---- | ---- | ---- | ---- | ---- | ---- | ---- | ---- | ---- | ---- | ----- |
| 1997 | Prost JS45 | Mugen Honda V10 | B    |                        | АВС  | БРА  | АРГ  | САН  | МОН  | ИСП  | КАН  | ФРА  | ВЕЛ  | ГЕР  | ВЕН  | БЕЛ  | ИТА  | АВТ  | ЛЮК  | ЯПО  | ЕВР  | 21   | 6     |
| 1997 | Prost JS45 | Mugen Honda V10 | B    | Оливье Панис           | 5    | 3    | Сход | 8    | 4    | 2    | 11   | Т    | Т    | Т    | Т    | Т    | Т    | Т    | 6    | Сход | 7    | 21   | 6     |
| 1997 | Prost JS45 | Mugen Honda V10 | B    | Ярно Трулли            |      |      |      |      |      |      |      | 10   | 8    | 4    | 7    | 15   | 10   | Сход |      |      |      | 21   | 6     |
| 1997 | Prost JS45 | Mugen Honda V10 | B    | Синдзи Накано          | 7    | 14   | Сход | Сход | Сход | Сход | 6    | Сход | 11   | 7    | 6    | Сход | 11   | Сход | Сход | Сход | 10   | 21   | 6     |
| 1998 | Prost AP01 | Peugeot V10     | B    |                        | АВС  | БРА  | АРГ  | САН  | ИСП  | МОН  | КАН  | ФРА  | ВЕЛ  | АВТ  | ГЕР  | ВЕН  | БЕЛ  | ИТА  | ЛЮК  | ЯПО  |      | 1    | 9     |
| 1998 | Prost AP01 | Peugeot V10     | B    | Оливье Панис           | 9    | Сход | 15   | 11   | 16   | Сход | Сход | 11   | Сход | Сход | 15   | 12   | НС   | Сход | 12   | 11   |      | 1    | 9     |
| 1998 | Prost AP01 | Peugeot V10     | B    | Ярно Трулли            | Сход | Сход | 11   | Сход | 9    | Сход | Сход | Сход | Сход | 10   | 12   | Сход | 6    | 13   | Сход | 12   |      | 1    | 9     |
| 1999 | Prost AP02 | Peugeot V10     | B    |                        | АВС  | БРА  | САН  | МОН  | ИСП  | КАН  | ФРА  | ВЕЛ  | АВТ  | ГЕР  | ВЕН  | БЕЛ  | ИТА  | ЕВР  | МАЛ  | ЯПО  |      | 9    | 7     |
| 1999 | Prost AP02 | Peugeot V10     | B    | Оливье Панис           | Сход | 6    | Сход | Сход | Сход | 9    | 8    | 13   | 10   | 6    | 10   | 13   | 11   | 9    | Сход | Сход |      | 9    | 7     |
| 1999 | Prost AP02 | Peugeot V10     | B    | Ярно Трулли            | Сход | Сход | Сход | 7    | 6    | Сход | 7    | 9    | 7    | Сход | 8    | 12   | Сход | 2    | Сход | Сход |      | 9    | 7     |
| 2000 | Prost AP03 | Peugeot V10     | B    |                        | АВС  | БРА  | САН  | ВЕЛ  | ИСП  | ЕВР  | МОН  | КАН  | ФРА  | АВТ  | ГЕР  | ВЕН  | БЕЛ  | ИТА  | США  | ЯПО  | МАЛ  | 0    | NC    |
| 2000 | Prost AP03 | Peugeot V10     | B    | Жан Алези              | Сход | Сход | Сход | 10   | Сход | 9    | Сход | Сход | 14   | Сход | Сход | Сход | Сход | 12   | Сход | Сход | 11   | 0    | NC    |
| 2000 | Prost AP03 | Peugeot V10     | B    | Ник Хайдфельд          | 9    | Сход | Сход | Сход | 16   | ДСК  | 8    | Сход | 12   | Сход | 12   | Сход | Сход | Сход | 9    | Сход | Сход | 0    | NC    |
| 2001 | Prost AP04 | Acer* V10       | M    |                        | АВС  | МАЛ  | БРА  | САН  | ИСП  | АВТ  | МОН  | КАН  | ЕВР  | ФРА  | ВЕЛ  | ГЕР  | ВЕН  | БЕЛ  | ИТА  | США  | ЯПО  | 4    | 9     |
| 2001 | Prost AP04 | Acer* V10       | M    | Жан Алези              | 9    | 9    | 8    | 9    | 10   | 10   | 6    | 5    | 15   | 12   | 11   | 6    |      |      |      |      |      | 4    | 9     |
| 2001 | Prost AP04 | Acer* V10       | M    | Хайнц-Харальд Френтцен |      |      |      |      |      |      |      |      |      |      |      |      | Сход | 9    | Сход | 10   | 12   | 4    | 9     |
| 2001 | Prost AP04 | Acer* V10       | M    | Гастон Маццакане       | Сход | 12   | Сход | Сход |      |      |      |      |      |      |      |      |      |      |      |      |      | 4    | 9     |
| 2001 | Prost AP04 | Acer* V10       | M    | Лучано Бурти           |      |      |      |      | 11   | 11   | Сход | 8    | 12   | 10   | Сход | Сход | Сход | НС   | Т    | Т    | Т    | 4    | 9     |
| 2001 | Prost AP04 | Acer* V10       | M    | Томаш Энге             |      |      |      |      |      |      |      |      |      |      |      |      |      |      | 12   | 14   | Сход | 4    | 9     |

* означает двигатель «Ferrari» под маркой Acer.

## Неудачная попытка заявки Phoenix Finance
Консорциум Phoenix Finance, управляемый Чарльзом Никерсоном, другом Тома Уокиншоу, владельца команды Arrows, купил активы команды, считая, что вместе с покупкой активов старой команды Arrows, например, двигателей, они получат возможность участвовать в гонках в сезоне 2003 года. Однако они получили запрет на выступления от FIA.